# Nanchang Q-5
Nanchang Q-5 (kod NATO: Fantan), znany również jako A-5 w wersji eksportowej – chiński samolot szturmowy, bazujący na radzieckim samolocie MiG-19.

## Historia
Samolot Q-5 powstał w latach 60. jako rozwój samolotu licencyjnego Shenyang J-6 (MiG-19) przez przekonstruowanie kadłuba i zastosowanie bocznych chwytów powietrza oraz modyfikację usterzenia pionowego. Przeniesienie chwytów powietrza na boki i zastosowanie opływowego stożka z przodu kadłuba pozwoliło na polepszenie widoczności w dół z kabiny pilota oraz zastosowanie stacji radiolokacyjnej. Prace nad samolotem rozpoczęły się jeszcze w 1958 roku, lecz wskutek dużych trudności, z jakimi borykał się przemysł chiński, prototyp oblatano dopiero 4 czerwca 1965. W produkcji seryjnej znalazł się od końca 1969 roku, równocześnie z samolotem myśliwskim J-6 i jego wersją treningową JJ-6. Zbudowano około 1000 sztuk Q-5, w tym ponad 100 na eksport.

## Konstrukcja
Duralowa, półskorupowa. Płat o skosie 55°. Wloty powietrza po bokach kadłuba. Kabina hermetyzowana z fotelem wyrzucanym. Celownik radiolokacyjny i wyposażenie do lotów bez widzialności. Zbiorniki paliwa w kadłubie. Podwozie z kołem przednim, chowane.
Uzbrojenie stałe stanowią dwa działka kalibru 23 mm u nasady skrzydeł, z zapasem amunicji po 100 nabojów. Uzbrojenie podwieszane o masie do 2000 kg może być przenoszone na węzłach zewnętrznych lub w komorze bombowej w kadłubie (będącej rzadkością na samolotach tej klasy), długości 4 m, mogącej pomieścić bombę 500 kg lub dwie bomby 250 kg. Uzbrojenie stanowią przede wszystkim klasyczne bomby lotnicze, kasety bombowe oraz wyrzutnie niekierowanych pocisków rakietowych. Wczesna wersja Q-5 miała cztery węzły pod kadłubem i dwa pod skrzydłami. Od wersji Q-5A istnieje możliwość przenoszenia dwóch rakiet powietrze-powietrze bliskiego zasięgu na dodanych zewnętrznych węzłach pod skrzydłami. W wersji Q-5-I (z 1979) komorę bombową zastąpił zbiornik paliwa, natomiast pod skrzydłami umieszczono cztery węzły dla bomb o masie do 250 kg. Maksymalnie samoloty posiadają cztery węzły podkadłubowe (o nośności do 250 kg) oraz sześć podskrzydłowych, z których dwa wewnętrzne mają nośność 340 kg.
Q-5A lotnictwa chińskiego mogły przenosić taktyczną broń jądrową – bombę o mocy 5-20 kT, częściowo schowaną w komorze bombowej.

## Użytkownicy
- Chiny
- Bangladesz
- Mjanma
- Korea Północna
- Pakistan
- Sudan